# Козловка (Почепский район)
Козловка — деревня в Почепском районе Брянской области, входит в состав Белько́вского сельскокого поселения.

## История
Впервые встречается в письменных источниках в начале XVIII в. в составе Почепской сотни Стародубского полка. С 1782 по 1922 гг. в Мглинском повете и уезде (с 1861 г. — в составе Балыкской волости); в 1922—1929 гг. в Почепском уезде (Балыкская волость). До 1723 г. было владельческим у Михаила, Александра, Василия, Николая и Петра Гудовичей. По ревизии 1723 г. указано: «Костантия Турновского в полках великороссийских обритающагося прапорщика» По документу 1727 г. следует, что «владеет Турновский по указу правителей почеповских по той же жоне». На 1723 г. Крестьянам грунтовым принадлежало 2 двора и бобылям 2 хаты. В 1741 значится как приходское село. В 1873 г. в Козловке появился винокуренный завод № 59, которым владел Н. К. Нейманд мировой судья 4-го участка в Мглинском уезде на 1915 год. За 1910 г. это заведение произвело 13 тыс. вёдер спирта и годовой оборот составил 13 тыс. рублей при 10 наёмных рабочих и 7 лошадях. В 1902 г. братом первого И. К. Неймандом был открыт Козловско-Ольговский винокуренный завод № 63, управление которым находилось в Почепе. За 1910 г. это заведение произвело 10 тыс. вёдер спирта годовая прибыль составила 20 тыс. руб., а способствовали этому 10 рабочих и 10 лошадей. С 1929 — в Мглинском районе, по упразднении которого вошла в состав Унечского (1963), а затем — Почепского района (1965). С 1920-х годов до 1954 г. значилось в Балыкском сельском совете; С 1954 г. по 1965 г. находилось в Вельжичском сельском совете.